# Thymelaea ruizii
Thymelaea ruizii é uma espécie de planta com flor pertencente à família Thymelaeaceae. 
A autoridade científica da espécie é Loscos, tendo sido publicada em Anales de la Sociedad Española de Historia Natural 9: 301–302. 1880.

## Portugal
Trata-se de uma espécie presente no território português, nomeadamente em Portugal Continental.
Em termos de naturalidade é nativa da região atrás indicada.

## Protecção
Não se encontra protegida por legislação portuguesa ou da Comunidade Europeia.